# Pandanus tutuilaensis
Pandanus tutuilaensis är en enhjärtbladig växtart som beskrevs av Ugolino Martelli. Pandanus tutuilaensis ingår i släktet Pandanus och familjen Pandanaceae.
Artens utbredningsområde är Samoa. Inga underarter finns listade.